# Matías Soulé
Matías Soulé Malvano (ur. 15 kwietnia 2003 w Mar del Plata) – argentyński piłkarz występujący na pozycji pomocnika lub napastnika w AS Roma.

## Kariera klubowa
Wychowanek klubów Kimberley, Vélez Sarsfield i Juventus. Karierę piłkarską rozpoczął w sierpniu 2021 roku w drużynie Juventus U-23. 29 października 2022 zadebiutował w podstawowym składzie Juventusu przeciwko US Lecce. 28 sierpnia 2023 roku został wypożyczony do Frosinone.

## Kariera reprezentacyjna
W 2019 roku zadebiutował w reprezentacji Argentyny U-16. W latach 2022–2023 występował w młodzieżowej reprezentacji Argentyny.